# هانس كورتي (ممثل صوت)
هانس كورتي (بالألمانية: Hans Korte)‏ (و. 1929 – 2016 م) هو مؤدي أصوات، وممثل مسرحي، وممثل أفلام، وممثل تلفزي ألماني، ولد في بوخوم، توفي في ميونخ، عن عمر يناهز 87 عاماً.

## وصلات خارجية
- هانس كورتي على موقع IMDb (الإنجليزية)
- هانس كورتي على موقع مونزينجر (الألمانية)
- هانس كورتي على موقع ألو سيني (الفرنسية)
- هانس كورتي على موقع ميوزك برينز (الإنجليزية)
- هانس كورتي على موقع أول موفي (الإنجليزية)
- هانس كورتي على موقع قاعدة بيانات الأفلام السويدية (السويدية)
- هانس كورتي على موقع ديسكوغز (الإنجليزية)
- هانس كورتي على موقع قاعدة بيانات الفيلم (الإنجليزية)
- هانس كورتي على موقع كينوبويسك (الروسية)